# Cum illud semper
Cum illud semper  è una enciclica di papa Benedetto XIV, datata 14 dicembre 1742, nella quale il Pontefice affronta, in una lunga e documentata lettera, il problema del governo delle Parrocchie: ricorda che la Parrocchia deve essere affidata a Sacerdoti preparati e di integri costumi; indica le modalità che dovranno essere seguite negli esami di concorso per l'assegnazione delle Chiese parrocchiali; e mette in guardia contro scelte ingiuste e ingiustificate.

## Fonte
- Tutte le encicliche e i principali documenti pontifici emanati dal 1740. 250 anni di storia visti dalla Santa Sede, a cura di Ugo Bellocci. Vol. I: Benedetto XIV (1740-1758), Libreria Editrice Vaticana, Città del Vaticano 1993